# Ш-90
Ш-90 — советский проект дозвукового штурмовика.
Работы по созданию штурмовика для замены Су-25 были начаты в 1984 году. Первый проект был готов уже к 1989 году. Тема называлась «Штурмовик-90». Один из вариантов, разработанных в КБ Сухого получил индекс Т-12. Это была машина очень необычного вида. Самолёт имел несущий корпус с двумя кабинами между которыми располагались каналы воздухозаборников. Консоли крыла имели отрицательную стреловидность. На концах их размещались контейнеры с аппаратурой РЭБ. В левой кабине размещался лётчик и под радиопрозрачным обтекателем находилась РЛС, а в правой кабине размещался оператор вооружения и под обтекателем находилась оптико-электронная система.
Документация по самолёту была готова в 1989 году. Сборку опытного экземпляра и организацию серийного производства предполагалось осуществить на Иркутском авиационном заводе. Но после распада СССР финансирование проекта было прекращено, и все работы над ним прекратились.

## Вооружение
Вооружение в основном размещалось в двух внутренних отсеках. Хотя было возможно размещать дополнительное вооружение и на подкрыльевых пилонах. Работа над Т-12 проходила весьма в серьёзном темпе и готовилась сборочная линия на заводе в Иркутске, но события девяностых поставили крест на этом проекте.

## Лётно-технические характеристики
Расчётный взлётный вес был около 20 тонн, тяга двигателей (рассматривались как одно-, так и двухдвигательные варианты) — около 100 кН. Длина самолёта — 16 м, размах крыла — 19,5 м. Запас топлива — 4500 кг, боевая нагрузка — 6500 кг. Максимальная скорость — 1000 км/ч, крейсерская — 835 км/ч.